# 亚尔莫·厄韦尔马克
亚尔莫·厄韦尔马克（芬蘭語：Jarmo Övermark，1955年5月26日—），芬兰男子摔跤运动员。他曾代表芬兰参加世界摔跤锦标赛，获得一枚铜牌。他也曾参加1976年、1980年和1984年夏季奥林匹克运动会。